# NGC 5885
NGC 5885 is een balkspiraalstelsel in het sterrenbeeld Weegschaal. Het hemelobject werd op 9 mei 1784 ontdekt door de Duits-Britse astronoom William Herschel.

## Synoniemen
- MCG -2-39-13
- IRAS 15123-0954
- PGC 54429